# Marcel Gayant
Pour les articles homonymes, voir Gayant.
Marcel Gayant, né le 25 avril 1915 à Bordeaux et mort le 27 septembre 1944 à Andornay, est un militaire français, Compagnon de la Libération. Rallié à la France libre en 1940, il combat en Afrique et en Italie avant d'être tué au cours des combats de libération de la France.

## Biographie

### Jeunesse et engagement
Marcel Gayant naît le 25 avril 1915 à Bordeaux d'un père cheminot. Après des études en école de commerce, il part faire son service militaire à Angoulême en 1939 et suit les cours du peloton d'élèves sous-officiers.

### Seconde Guerre mondiale
Tombé gravement malade au début de l'année 1940, il ne peut être mobilisé et ne prend pas part à la bataille de France. Une fois remis sur pied, il est envoyé à Dakar en janvier 1941 mais, opposé au régime de Vichy, il s'enfuit vers le Levant pour se rallier à la France libre. Engagé dans les forces françaises libres, il refuse d'intégrer les cours de l'école d'officiers afin de pouvoir partir immédiatement au combat. Affecté en mai 1942 à la 1re compagnie de sapeurs-mineurs des Free French sous les ordres de Jean Desmaisons, il prend part à la guerre du désert en Libye. Promu aspirant, il participe ensuite à la campagne de Tunisie au cours de laquelle il est grièvement blessé par des éclats de mine en novembre 1943.
Hospitalisé à Alger jusqu'en janvier 1944, il retrouve ensuite sa compagnie au sein de la 1re division française libre (1re DFL). En avril 1944, la 1re compagnie de sapeurs étant devenue le 1er bataillon du génie, il prend part à la campagne d'Italie et est à nouveau blessé. Débarqué en Provence le 18 août 1944, il suit l'avancée de la 1re DFL à travers la vallée du Rhône lors de la libération de la France. Le 27 septembre 1944, entre Andornay et Clairegoutte en Haute-Saône, alors qu'il procède à la reconnaissance d'une route minée, il est tué d'une balle en plein front. Il est inhumé à Gujan-Mestras en Gironde.

## Décorations
|  |  |  |
|  |  |  |

| Chevalier de la Légion d'honneur                     | Chevalier de la Légion d'honneur | Chevalier de la Légion d'honneur | Compagnon de la Libération À titre posthume, par décret du 7 mars 1945 | Compagnon de la Libération À titre posthume, par décret du 7 mars 1945 | Compagnon de la Libération À titre posthume, par décret du 7 mars 1945 | Croix de guerre 1939-1945 | Croix de guerre 1939-1945 | Croix de guerre 1939-1945 |
| Médaille coloniale Avec agrafes "Libye" et "Tunisie" |                                  |                                  |                                                                        |                                                                        |                                                                        |                           |                           |                           |

## Hommages
- Dans sa ville natale de Bordeaux, son nom est inscrit sur le monuments aux Morts de la commune[4].
- À Pessac, une rue a été baptisée en son honneur[5].
- À Gujan-Mestras, son nom est inscrit sur une plaque commémorative au sein de l'église[6].